# Gypona aurantica
Gypona aurantica är en insektsart som beskrevs av Delong och Martinson 1972. Gypona aurantica ingår i släktet Gypona och familjen dvärgstritar. Inga underarter finns listade i Catalogue of Life.